# Baby What You Want Me to Do
„Baby What You Want Me to Do“ je píseň amerického bluesového hudebníka Jimmyho Reeda z roku 1959. Poprvé vyšla v listopadu 1959 u vydavatelství Vee-Jay Records jako singl (na B-straně byla píseň „Caress Me, Baby“). V R&B žebříčku časopisu Billboard se singl umístil na desáté příčce. Později píseň nahrála řada dalších hudebníků, mezi které patří Chuck Berry, John Cale, Elvis Presley, Link Wray, Neil Young, Maureen Tuckerová nebo skupina The Byrds.